# Plouhinec (Morbihan)
Plouhinec település Franciaországban, Morbihan megyében. Lakosainak száma 5343 fő (2022. január 1.). Plouhinec Merlevenez, Sainte-Hélène, Locoal-Mendon, Belz, Gâvres, Riantec, Erdeven és Étel községekkel határos.

## Népesség
A település népességének változása:
| Lakosok száma | 3451 | 3553 | 4026 | 4657 | 5291 | 5307 | 5353 | 5386 | 5365 | 5343 |
|               | 1968 | 1982 | 1990 | 2006 | 2013 | 2015 | 2017 | 2019 | 2020 | 2022 |